# Epichnopterix voelkeri
Epichnopterix voelkeri är en fjärilsart som beskrevs av Trautmann 1903. Epichnopterix voelkeri ingår i släktet Epichnopterix och familjen säckspinnare. Inga underarter finns listade i Catalogue of Life.